# 방데주의 캉통
프랑스 방데주에는 총 17개의 캉통이 속해 있다. 2015년 3월 행정구역 총개편으로 인해 현재는 다음과 같이 설치되어 있다.
- 에즈네
- 샬랑
- 샹토네
- 라샤테녜레
- 퐁트네르콩트
- 레에르비에르
- 릴되
- 뤼송
- 마뢰이쉬르레디세
- 몽테귀
- 모르타뉴쉬르세브르
- 라로슈쉬르욘 1
- 라로슈쉬르욘 2
- 레사블돌론
- 생틸레르드리에즈
- 생장드몽
- 탈몽생틸레르